# Xã Height of Land, Quận Becker, Minnesota
Xã Height of Land (tiếng Anh: Height of Land Township) là một xã thuộc quận Becker, tiểu bang Minnesota, Hoa Kỳ. Năm 2010, dân số của xã này là 673 người.